# Sierra de Santa Cruz
La sierra de Santa Cruz est une chaîne de montagnes de l'Est du Guatemala. Située au nord du lac Izabal, elle a une orientation générale sud-ouest nord-est. Longue d'environ 55 km sur environ 13 km de largeur, elle culmine à 1 100 m, au point 15° 40′ 52″ N, 89° 19′ 37″ O. Elle abrite la source du río Chocón Machacas.